# Peter Ernst Eiffe
Peter Ernst Eiffe (* 24. Juli 1941; † Dezember 1982) war ein deutscher Graffitikünstler, der als „Hofnarr“ der Außerparlamentarischen Opposition galt.

## Leben
Peter Ernst Eiffe wuchs in Hamburg-Duvenstedt bei Adoptiveltern auf. Sein Adoptivvater Peter Ernst Eiffe (1889–1965) war im Ersten Weltkrieg U-Boot-Kommandant gewesen, danach Kaufmann in Hamburg (Im- und Export, Schiffsmakler), Nationalsozialist, von 1933 bis 1939 Senatssyndikus und Vertreter Hamburgs bei der Reichsregierung in Berlin und im Zweiten Weltkrieg wieder Marineoffizier (Fregattenkapitän) und übernahm danach wieder seine frühere Firma. Nach dessen Großvater Franz Ferdinand Eiffe, Kaufmann und Bausenator in Hamburg, ist die Eiffestraße in Hamburg-Hamm benannt.
Nach dem Abitur 1961 war Peter Ernst Eiffe Soldat bei der Bundeswehr, die er im Range eines Leutnants der Reserve verließ. Er begann ein Studium der Betriebswirtschaftslehre, das er allerdings nach wenigen Semestern abbrach. Anschließend arbeitete er im Statistischen Landesamt Hamburg. Seine Vorgesetzten bescheinigten ihm überdurchschnittliche Intelligenz, aber aus der Karriere wurde nichts, denn Eiffe überspannte den Bogen: Er schmückte seinen Arbeitsplatz mit einem Bismarck-Bild und Aktfotos und beschimpfte morgens die Reinigungskraft in französischer Sprache. So wurde er im April 1968 fristlos aus dem Dienst entlassen. Hinzu kam, dass ihn seine Frau mit der gemeinsamen achtzehn Monate alten Tochter Kathrin verließ. Durch diese krisenhafte Situation ist sein nun folgendes Verhalten möglicherweise zu erklären.

## Aktionen
Im Sommer 1968 brachte es Peter Ernst Eiffe in Hamburg innerhalb weniger Wochen zu einer Berühmtheit: Er überzog die ganze Stadt mit seinen Kritzeleien. Anfangs schrieb Eiffe nur seinen Namen mit schwarzem Filzstift auf Kachelwände im Bereich der Universität Hamburg. Bald vergrößerte er seinen Aktionsradius und hinterließ auf Briefkästen, Plakaten, Straßenschildern und in U-Bahnhöfen seine Sprüche (Auswahl):
- Eiffe, der Bär kommt
- Sei keine Pfeife, wähl Eiffe
- Eiffe der Bär ist lieb, stark und potent
- Eiffe sucht Frauen, die Französisch und Chinesisch können, sowie gesunde Senatoren
- Eiffe Bundeskanzler, Springer Außen-, Augstein Innen-, Bartels vom Eros-Center als Familienminister, Heinemann Rest
- New York, Tokio, Wandsbek: Eiffe für alle
- Eiffe sieht gut aus. Eiffe schafft ein befriedigtes Deutschland. Eiffe will Bundeskanzler werden
- Kein Hammer, keine Sichel, nur Eiffes Hand auf Hamburgs Michel
- Richtet mit und ohne Finger stets den Strahl auf Axel Springer
- Eiffe for president, alle Ampeln auf gelb

Sooft es ging, legte er seine Visitenkarte quasi noch dazu: „Peter Ernst Eiffe, Wandsbeker Chaussee 305, 2000 Hamburg 22“ mitsamt Telefonnummer. Als ihm die Hamburger Hochbahn wegen Sachbeschädigung eine Rechnung über 900 DM ausstellte, antwortete er mit dem ihm eigenen Humor und stellte eine Gegenrechnung in gleicher Höhe für seine Kunstwerke aus.
Magisch zog ihn die damalige Studentenbewegung an. Man sah ihn immer häufiger bei Vollversammlungen, und er drängte oft ans Mikrofon: Mit Anzug, weißem Hemd und Krawatte bekleidet gab Eiffe mit bitterem Ernst seine Theorien über die subversive Kraft des Spaßes zum Besten. Zur Ersten-Mai-Kundgebung der Berliner APO lud ihn Fritz Teufel als Gastredner ein. Dort verkündete Eiffe unter dem Beifall von Tausenden, er wolle Bundeskanzler der Studenten und Demonstranten werden. Zur Verkündung seines Regierungsprogramms kam es nicht mehr: Ihm war das Mikrofon abgedreht worden.
Am 30. Mai 1968 fuhr Eiffe mit seinem Fiat 600 – beschriftet mit „Freie Eiffe-Republik“ – mitten in die Wandelhalle des Hamburger Hauptbahnhofs und begann, die Kacheln mit „magischen Dreiecken“ zu verzieren. Eiffe wurde in Handschellen abgeführt und abends in die psychiatrische Klinik in Hamburg-Ochsenzoll eingeliefert. Die Boulevard-Presse griff den Vorfall als Ereignis auf.
Nach seiner Entlassung im November 1968 fand Eiffe eine Anstellung bei einer Düsseldorfer Werbeagentur. 1970 erkrankte er an einer schweren Depression und wurde daraufhin in das psychiatrische Krankenhaus im schleswig-holsteinischen Rickling gebracht. Am 24. Dezember 1982 entkam er von dort; seine Leiche wurde im März 1983 auf einer nahen Moorwiese entdeckt, auf der er erfroren war.

## Rezeption
Uwe Wandrey und Peter Schütt produzierten 1968 ein Buch unter dem Titel Eiffe for President – Frühling für Europa mit Fotos der Eiffe-Sprüche im Quer-Verlag. 3000 Exemplare wurden verkauft, und Eiffe erhielt ein Autorenhonorar von 500 DM.
1974 baute Uwe Timm zahlreiche Sprüche Eiffes als Montage in seinen Roman Heißer Sommer ein.
Noch heute gibt es Klosprüche an der Universität Hamburg: „Eiffe lebt!“. 
Im November 1995 hatte eine einstündige Dokumentation von Christian Bau mit dem Titel Eiffe for President. Alle Ampeln auf Gelb Premiere. Der in Programmkinos gezeigte Film erschien auch 2019 auf DVD als Teil eines gleichnamigen Buchprojekts, das mit dem Preis HamburgLesen 2020 ausgezeichnet wurde.
2014 zitiert die Hamburger Band Die Liga der gewöhnlichen Gentlemen Eiffe im titelgebenden Lied Alle Ampeln auf Gelb! ihres zweiten Albums.